# Districte de Liwan
Districte de Liwan (xinès: 荔湾区; Pinyin: Lìwān Qū) és un dels deu districtes de Guangzhou, Guangdong, Xina.

## Història
Originalment anomenat Xiguan, el districte de Liwan va ser nomenat després de "Lizhiwan", nom el qual és derivat d'un poema "l'aigua de la badia verd i roigs litxis al llarg dels dos bancs". Abasta una àrea de 16.2 km² i té una població permanent de 540,000 habitants i una població no nativa de més de 200,000 persones. El districte de Liwan està posicionat a la part oest de Guangzhou, en el marge nord-est del riu Perla.
Fangcun, en la part occidental del districte de Liwan, i n'és al sud-oest de l'àrea central de Guangzhou i al sud del riu Perla. Va ser establert com un "Districte Fangcun" el 1949 després que el Partit Comunista Xinès es va fer càrrec de Guangzhou provinent del Kuomintang.

## Divisions administratives
| Nom                        | Xinès (S)  | Hanyu Pinyin      | Romanització de Huangdong | Població (2010) | Àrea (km²) |
| -------------------------- | ---------- | ----------------- | ------------------------- | --------------- | ---------- |
| Subdistricte de Baihedong  | 白鹤洞街道 | Báihèdòng Jiēdào  | bag6 hog6 dung6 gai1 dou6 | 48,238          | 3.10       |
| Subdistricte de Caihong    | 彩虹街道   | Cǎihóng Jiēdào    | coi2 hung4 gai1 dou6      | 54,348          | 1.06       |
| Subdistricte de Chajiao    | 茶滘街道   | Chájiào Jiēdào    | ca4 geo3 gai1 dou6        | 54,918          | 4.05       |
| Subdistricte de Changhua   | 昌华街道   | Chānghuá Jiēdào   | cêng1 wa4 gai1 dou6       | 32,778          | 1.61       |
| Subdistricte de Chongkou   | 冲口街道   | Chōngkǒu Jiēdào   | cung1 heo2 gai1 dou6      | 48,097          | 4.20       |
| Subdistricte de Dongjiao   | 东漖街道   | Dōngjiào Jiēdào   | dung1 gao3 gai1 dou6      | 35,889          | 4.60       |
| Subdistricte de Dongsha    | 东沙街道   | Dōngshā Jiēdào    | dung1 Shā gai1 dou6       | 29013           | 7.90       |
| Subdistricte de Duobao     | 多宝街道   | Duōbǎo Jiēdào     | do1 bou2 gai1 dou6        | 32,581          | 0.86       |
| Subdistricte de Fengyuan   | 逢源街道   | Féngyuán Jiēdào   | fung4 yun4 gai1 dou6      | 59,337          | 0.78       |
| Subdistricte de Hailong    | 海龙街道   | Hǎilóng Jiēdào    | hoi2 lung4 gai1 dou6      | 31,801          | 9.49       |
| Subdistricte de Huadi      | 花地街道   | Huādì Jiēdào      | fa1 déi2 gai1 dou6        | 39,635          | 1.63       |
| Subdistricte de Hualin     | 华林街道   | Huálín Jiēdào     | wa4 lem4 gai1 dou6        | 46,309          | 0.72       |
| Subdistricte de Jinhua     | 金花街道   | Jīnhuā Jiēdào     | gem1 fa1 gai1 dou6        | 54,670          | 1.16       |
| Subdistricte de Lingnan    | 岭南街道   | Lǐngnán Jiēdào    | ling5 nam4 gai1 dou6      | 27,560          | 0.90       |
| Subdistricte de Longji     | 龙津街道   | Lóngjīn Jiēdào    | lung4 zên1 gai1 dou6      | 43,518          | 0.53       |
| Subdistricte de Nanyuan    | 南源街道   | Nányuán Jiēdào    | nam4 yun4 gai1 dou6       | 70,066          | 1.85       |
| Subdistricte de Qiaozhong  | 桥中街道   | Qiáozhōng Jiēdào  | kiu4 zung1 gai1 dou6      | 31,643          | 4.40       |
| Subdistricte de Shamian    | 沙面街道   | Shāmiàn Jiēdào    | sa1 min2 gai1 dou6        | 3,397           | 0.30       |
| Subdistricte de Shiweitang | 石围塘街道 | Shíwéitáng Jiēdào | ség6 wei4 tong4 gai1 dou6 | 57,192          | 5.18       |
| Subdistricte de Xicun      | 西村街道   | Xicūn Jiēdào      | sei1 qun1 gai1 dou6       | 45,069          | 3.27       |
| Subdistricte de Zhanqian   | 站前街道   | Zhànqián Jiēdào   | zam6 qin4 gai1 dou6       | 27,431          | 0.96       |
| Subdistricte de Zhongnan   | 中南街道   | Zhōngnán Jiēdào   | zung1 nam4 gai1 dou6      | 24,710          | 7.00       |

## Transport
El districte de Liwan compta amb una xarxa de transport ben desenvolupada que li permet obtenir beneficis com a lloc important per als negocis. Hi ha una xarxa de trànsit desenvolupada que connecta amb l'estació de ferrocarril i l'aeroport internacional de Guangzhou Baiyun al nord. El pont Renmin i el túnel de Zhujiang enllacen les ribes del riu Pearl a la part sud de Liwan. El pont de Zhujiang, que uneix Nanhai i Foshan, uneix est i oest junts a l'oest de Liwan. L'estació de càrrega del ferrocarril del sud de Guangzhou i la terminal de Xinfeng es troba al sud-oest de Liwan. La carretera estatal núm. 107 i la carretera de Guang-Fo que connecten amb la carretera de Guang-Shen passen per Hong Kong. El districte passa a la línia 1 del metro de Guangzhou i la carretera general de l'interior.

## Turisme
El districte de Liwan té moltes atraccions i llocs històrics. La històricament famosa Lizhiwan (lit. badia de Lychee) té una història de 1000 anys. Shisanhang va tenir cent anys el privilegi del comerç exterior. Haishan Xianguan tenia un líder de l'horticultura Lingnan, cosa que va contribuir al desenvolupament de la cultura Lingnan. Ara, hi ha dues unitats de protecció clau nacionals Chen Learning Academy (Temple Chen Clan) i Shamian Ancient Buildings, dels quals Chen Learning Academy va ser elegida una de les 8 noves zones escèniques de Guangzhou. Hi ha diversos punts relíquics al municipi: el temple de Hualin, un dels "cinc jungles" budistes de Guangzhou, el temple taoista Zhenwudi Renwei, l'antiga residència de Jiang Guangding, l'edifici Taihua de Li Wentian i la casa gran de Xiguan. A més, hi ha llocs històrics on van viure o treballar el Doctor Sun Yat-sen, Zhan Tianyou, Chen Shaobai i Tang Tingguang. Hi ha una configuració de l'escola Guangya de Zhang Zhidong, membre del Moviment de Occidentalització de la tardana dinastia Qing i lloc de relíquies de la Zona Industrial de Xicun desenvolupada per Chen Jitang quan va estar al poder durant el període PC. Tots aquests punts són com perles esquitxades en aquesta valuosa terra i mostren a la gent el seu passat gloriós i esplèndid.
Per tal d'integrar aquells llocs típics orgànics per a la comoditat dels turistes, l'Administració del districte de Liwan els divideix en 4 zones turístiques, l'àrea personalitzada Xiguan Folk, l'àrea cultural i d'oci del temple de Chen Clan, l'àrea turística continental de Shamian i l'àrea comercial i cultural de Shisanhang. Es proposa construir un projecte turístic “Lingnan Custom” a gran escala a Xiguan Folk Custom Area, per tal de proporcionar turistes nacionals i estrangers amb serveis directius en visites turístiques, culturals, d'oci, aliments i allotjament.

## Comerç desenvolupat del districte de Liwan
El carrer comercial ètic nacional, el carrer de vianants Shangxiajiu ofereix una botiga i reuneix a molts empresaris. el 1995, Shangxiajiu Lu va ser declarat el primer carrer comercial per a vianants del cap de setmana de Guangzhou. El 1996 va ser elegit un dels deu atractius turístics de Guangzhou. Hi ha molts carrers especials, com el carrer de fusta negra i de jade, el carrer d'artesania ceràmica i més de 100 mercats a l'engròs dedicats a la medicina tradicional xinesa, productes aquàtics, sabates, papereria, articles metàl·lics, tèxtil (teixit), electrodomèstics (comunicacions) i decoració. materials, entre els quals el Qingping Traditional Herbs Chinese i el Mercat de Productes Aquàtics Huangsha són mercats a nivell estatal; El mercat de papereria Yiyuan, la ciutat dels electrodomèstics de Guangdong són mercats a nivell de província. El mercat està florent, que irradia tota la nació i el sud-est asiàtic, així com el món.
El districte de Liwan és un lloc de trobada de restaurants de nivell estrella de Guangzhou, com ara l'Hotel White Swan, el Restaurant Guangzhou, El Hotel Shengli, el Restaurant Qingping, el Restaurant Taotaoju, el Restaurant Lianxianglou i el Restaurant Panxi. Hi ha diversos aliments especials de Liwan amb una llarga història i famosos tant a casa com a l'estranger, inclosos els gelats de coco Shunji, la congelada Wuzhanji Jidi, la congelada Tingzai, la bola Ouchengji i la llet de doble condensació Nanxin.